# 大城久典
大城 久典（おおしろ ひさのり、1952年7月12日 - ）は、日本のアニメーション録音技師、APU MEGURO STUDIO取締役。

## 代表作

### TV
| 期間           | 期間           | 番組名                         | 製作（放送局）                                                                  | 役職     |
| -------------- | -------------- | ------------------------------ | ------------------------------------------------------------------------------- | -------- |
| 1981年9月28日  | 1987年12月25日 | 忍者ハットリくん               | テレビ朝日 アサツー ディ・ケイ シンエイ動画                                     | 整音     |
| 1983年4月4日   | 1987年7月2日   | パーマン                       | テレビ朝日 アサツー ディ・ケイ シンエイ動画                                     | 整音     |
| 1985年4月1日   | 1987年3月29日  | オバケのQ太郎                  | テレビ朝日 アサツー ディ・ケイ シンエイ動画                                     | 整音     |
| 1987年4月6日   | 1988年3月28日  | シティーハンター               | よみうりテレビ サンライズ                                                       | 整音     |
| 1987年4月7日   | 1989年10月26日 | エスパー魔美                   | テレビ朝日 アサツー ディ・ケイ シンエイ動画                                     | 整音     |
| 1988年4月2日   | 1989年7月1日   | シティーハンター2              | よみうりテレビ サンライズ                                                       | 整音     |
| 1988年10月3日  | 放送中         | それいけ!アンパンマン          | 日本テレビ トムス・エンタテインメント                                           | 整音     |
| 1989年10月15日 | 1990年1月21日  | シティーハンター3              | よみうりテレビ サンライズ                                                       | 整音     |
| 1990年4月23日  | 1991年3月29日  | ガタピシ                       | テレビ朝日 シンエイ動画                                                         | 整音     |
| 1991年4月28日  | 1991年10月10日 | シティーハンター'91            | よみうりテレビ サンライズ                                                       | 整音     |
| 1992年4月13日  | 放送中         | クレヨンしんちゃん             | テレビ朝日 アサツー ディ・ケイ シンエイ動画                                     | 整音     |
| 1993年5月5日   | 1993年5月5日   | 海がきこえる                   | 徳間書店 日本テレビ スタジオジブリ                                              | 整音     |
| 1994年10月17日 | 1995年11月27日 | 魔法騎士レイアース             | よみうりテレビ 電通 トムス・エンタテインメント                                  | 整音     |
| 1995年10月12日 | 1996年9月12日  | 怪盗セイント・テール           | 朝日放送 電通 トムス・エンタテインメント                                        | 整音助手 |
| 1996年1月8日   | 放送中         | 名探偵コナン                   | よみうりテレビ トムス・エンタテインメント                                       | 整音     |
| 2001年4月3日   | 2001年9月25日  | ジャングルはいつもハレのちグゥ | テレビ東京 創通 シンエイ動画 エム・エス・シー 京都アニメーション スタジオマーチ | ミキサー |
| 2002年4月19日  | 2009年9月19日  | あたしンち                     | テレビ朝日 アサツー ディ・ケイ シンエイ動画                                     | ミキサー |
| 2004年10月11日 | 2006年3月6日   | ブラック・ジャック             | よみうりテレビ 手塚プロダクション                                               | ミキサー |

- 2006年　-　「コードギアス反逆のルルーシュ」
- 2009年　-　「ルパン三世VS名探偵コナン」

### OVA
| 期間           | 期間          | 作品名                                                     | 製作（メーカー）                  | 役職                                       |
| -------------- | ------------- | ---------------------------------------------------------- | --------------------------------- | ------------------------------------------ |
| 1988年2月20日  |               | 装甲騎兵ボトムズ レッドショルダードキュメント 野望のルーツ | 東芝映像ソフト サンライズ         | 調整                                       |
| 1988年11月21日 | 1989年4月28日 | 機甲猟兵メロウリンク                                       | バップ サンライズ                 | 調整                                       |
| 1990年1月26日  | 1990年2月23日 | 暗黒神話                                                   | 大映映像 亜細亜堂                 | 整音                                       |
| 1991年2月20日  |               | ウィザードリィ                                             | 松竹富士 東京ムービー新社         | 整音                                       |
| 1995年12月18日 | 1998年1月25日 | 沈黙の艦隊                                                 | TBS バンダイビジュアル サンライズ | 整音 整音管理（3話）                       |
| 1996年1月25日  | 1999年4月25日 | 機動戦士ガンダム 第08MS小隊                                | バンダイビジュアル サンライズ     | 整音 整音管理（8,9話） ミキサー（10,11話） |

### 映画
| 公開年 | 公開年  | 作品名                                                      | 製作（配給） | 役職                   |
| ------ | ------- | ----------------------------------------------------------- | --- | ---------------------- |
| 1981年 | 8月1日  | ドラえもん ぼく、桃太郎のなんなのさ                         | 藤子・F・不二雄プロ 小学館 テレビ朝日 シンエイ動画 アサツー ディ・ケイ （東宝）                                         | 整音                   |
| 1982年 | 3月13日 | ドラえもん のび太の大魔境                                   | 藤子・F・不二雄プロ 小学館 テレビ朝日 シンエイ動画 アサツー ディ・ケイ （東宝）                                         | 整音                   |
| 1983年 | 3月12日 | ドラえもん のび太の海底鬼岩城                               | 藤子・F・不二雄プロ 小学館 テレビ朝日 シンエイ動画 アサツー ディ・ケイ （東宝）                                         | 整音                   |
| 1984年 | 3月17日 | 忍者ハットリくん+パーマン 超能力ウォーズ                    | 藤子・F・不二雄プロ 小学館 テレビ朝日 シンエイ動画 アサツー ディ・ケイ （東宝）                                         | 整音                   |
| 1985年 | 3月16日 | 忍者ハットリくん+パーマン 忍者怪獣ジッポウVSミラクル卵      | 藤子・F・不二雄プロ 小学館 テレビ朝日 シンエイ動画 アサツー ディ・ケイ （東宝）                                         | 整音                   |
| 1988年 | 3月12日 | ドラえもん のび太のパラレル西遊記                           | 藤子・F・不二雄プロ 小学館 テレビ朝日 シンエイ動画 アサツー ディ・ケイ （東宝）                                         | 整音                   |
| 1988年 | 3月12日 | エスパー魔美 星空のダンシングドール                         | 藤子・F・不二雄プロ 小学館 テレビ朝日 シンエイ動画 アサツー ディ・ケイ （東宝）                                         | 整音                   |
| 1988年 | 4月16日 | 火垂るの墓                                                  | 新潮社 スタジオジブリ （東宝）                                                                                          | 整音                   |
| 1989年 | 3月11日 | ドラえもん のび太の日本誕生                                 | 藤子・F・不二雄プロ 小学館 テレビ朝日 アサツー ディ・ケイ シンエイ動画 （東宝）                                         | 整音                   |
| 1989年 | 7月22日 | キキとララの青い鳥                                          | サンリオ （東宝） | 整音                   |
| 1990年 | 3月10日 | ドラえもん のび太とアニマル惑星                             | 藤子・F・不二雄プロ 小学館 テレビ朝日 シンエイ動画 アサツー ディ・ケイ （東宝）                                         | 整音                   |
| 1990年 | 7月7日  | それいけ!アンパンマン ばいきんまんの逆襲                    | フレーベル館 日本テレビ バップ 松竹富士 トムス・エンタテインメント                                                      | 整音                   |
| 1991年 | 3月9日  | ドラえもん のび太のドラビアンナイト                         | 藤子・F・不二雄プロ 小学館 テレビ朝日 アサツー ディ・ケイ シンエイ動画 （東宝）                                         | 整音                   |
| 1991年 | 7月20日 | それいけ!アンパンマン とべ! とべ! ちびごん                  | フレーベル館 日本テレビ バップ 松竹富士 トムス・エンタテインメント                                                      | 整音                   |
| 1992年 | 3月7日  | ドラえもん のび太と雲の王国                                 | 藤子・F・不二雄プロ 小学館 テレビ朝日 アサツー ディ・ケイ シンエイ動画 （東宝）                                         | 整音                   |
| 1993年 | 3月6日  | ドラえもん のび太とブリキの迷宮                             | 藤子・F・不二雄プロ 小学館 テレビ朝日 アサツー ディ・ケイ シンエイ動画 （東宝）                                         | 整音                   |
| 1993年 | 7月17日 | それいけ!アンパンマン 恐竜ノッシーの大冒険                  | フレーベル館 日本テレビ バップ 松竹富士 トムス・エンタテインメント                                                      | 整音                   |
| 1994年 | 3月12日 | ドラえもん のび太と夢幻三剣士                               | 藤子・F・不二雄プロ 小学館 テレビ朝日 アサツー ディ・ケイ シンエイ動画 （東宝）                                         | 整音                   |
| 1994年 | 3月12日 | ウメ星デンカ 宇宙の果てからパンパロパン!                    | 藤子・F・不二雄プロ 小学館 テレビ朝日 アサツー ディ・ケイ シンエイ動画 （東宝）                                         | 整音                   |
| 1994年 | 7月16日 | 平成狸合戦ぽんぽこ                                          | 徳間書店 日本テレビ 博報堂 スタジオジブリ （東宝）                                                                      | 整音                   |
| 1995年 | 3月4日  | ドラえもん のび太の創世日記                                 | 藤子・F・不二雄プロ 小学館 テレビ朝日 アサツー ディ・ケイ シンエイ動画 （東宝）                                         | 整音                   |
| 1995年 | 3月4日  | 2112年 ドラえもん誕生                                       | 藤子・F・不二雄プロ 小学館 テレビ朝日 アサツー ディ・ケイ シンエイ動画 （東宝）                                         | 整音                   |
| 1996年 | 3月2日  | ドラえもん のび太と銀河超特急                               | 藤子・F・不二雄プロ 小学館 テレビ朝日 アサツー ディ・ケイ シンエイ動画 （東宝）                                         | 整音                   |
| 1997年 | 3月8日  | ドラえもん のび太のねじ巻き都市冒険記                       | 藤子・F・不二雄プロ 小学館 テレビ朝日 アサツー ディ・ケイ シンエイ動画 （東宝）                                         | 整音                   |
| 1997年 | 4月19日 | 名探偵コナン 時計じかけの摩天楼                             | 小学館 よみうりテレビ 小学館集英社プロダクション ユニバーサルミュージック トムス・エンタテインメント （東宝）           | 整音                   |
| 1997年 | 7月26日 | それいけ!アンパンマン 虹のピラミッド                        | フレーベル館 日本テレビ バップ 松竹富士 トムス・エンタテインメント                                                      | 整音                   |
| 1998年 | 3月7日  | ドラえもん のび太の南海大冒険                               | 藤子・F・不二雄プロ 小学館 テレビ朝日 アサツー ディ・ケイ シンエイ動画 （東宝）                                         | アシスタントミキサー   |
| 1998年 | 4月18日 | クレヨンしんちゃん 電撃!ブタのヒヅメ大作戦                  | テレビ朝日 アサツー ディ・ケイ シンエイ動画 （東宝）                                                                    | アシスタントミキサー   |
| 1998年 | 4月18日 | 名探偵コナン 14番目の標的                                   | 小学館 よみうりテレビ 小学館集英社プロダクション ユニバーサルミュージック トムス・エンタテインメント （東宝）           | アシスタントミキサー   |
| 1998年 | 7月25日 | それいけ!アンパンマン てのひらを太陽に                      | やなせスタジオ フレーベル館 日本テレビ バップ 松竹富士 トムス・エンタテインメント                                       | ミキサー               |
| 1999年 | 3月6日  | ドラえもん のび太の宇宙漂流記                               | 藤子・F・不二雄プロ 小学館 テレビ朝日 アサツー ディ・ケイ シンエイ動画 （東宝）                                         | アシスタントミキサー   |
| 1999年 | 3月6日  | ザ☆ドラえもんズ おかしなお菓子なオカシナナ?                 | 藤子・F・不二雄プロ 小学館 テレビ朝日 アサツー ディ・ケイ シンエイ動画 （東宝）                                         | ミキサー               |
| 1999年 | 4月17日 | クレヨンしんちゃん 爆発!温泉わくわく大決戦                  | テレビ朝日 アサツー ディ・ケイ シンエイ動画 （東宝）                                                                    | ミキサー               |
| 1999年 | 7月24日 | それいけ!アンパンマン 勇気の花がひらくとき                  | やなせスタジオ フレーベル館 日本テレビ バップ トムス・エンタテインメント （東京テアトル） （メディアボックス）          | ミキサー               |
| 2000年 | 3月11日 | ドラえもん のび太の太陽王伝説                               | 藤子・F・不二雄プロ 小学館 テレビ朝日 アサツー ディ・ケイ シンエイ動画 （東宝）                                         | アシスタントミキサー   |
| 2000年 | 4月22日 | クレヨンしんちゃん 嵐を呼ぶジャングル                       | テレビ朝日 アサツー ディ・ケイ シンエイ動画 （東宝）                                                                    | ミキサー               |
| 2000年 | 7月29日 | それいけ!アンパンマン 人魚姫のなみだ                        | やなせスタジオ フレーベル館 日本テレビ バップ トムス・エンタテインメント （東京テアトル） （メディアボックス）          | ミキサー               |
| 2001年 | 3月10日 | ドラえもん のび太と翼の勇者たち                             | 藤子・F・不二雄プロ 小学館 テレビ朝日 アサツー ディ・ケイ シンエイ動画 （東宝）                                         | アシスタントミキサー   |
| 2001年 | 3月10日 | ドラミ&ドラえもんズ 宇宙ランド危機イッパツ!                 | 藤子・F・不二雄プロ 小学館 テレビ朝日 アサツー ディ・ケイ シンエイ動画 （東宝）                                         | ミキサー               |
| 2001年 | 4月21日 | クレヨンしんちゃん 嵐を呼ぶ モーレツ!オトナ帝国の逆襲       | テレビ朝日 アサツー ディ・ケイ シンエイ動画 （東宝）                                                                    | チーフミキサー         |
| 2001年 | 7月14日 | それいけ!アンパンマン ゴミラの星                            | やなせスタジオ フレーベル館 日本テレビ バップ トムス・エンタテインメント （東京テアトル） （メディアボックス）          | ミキサー               |
| 2002年 | 3月9日  | ドラえもん のび太とロボット王国                             | 藤子・F・不二雄プロ 小学館 テレビ朝日 アサツー ディ・ケイ シンエイ動画 （東宝）                                         | アシスタントミキサー   |
| 2002年 | 4月20日 | クレヨンしんちゃん 嵐を呼ぶ アッパレ!戦国大合戦             | テレビ朝日 アサツー ディ・ケイ シンエイ動画 （東宝）                                                                    | チーフミキサー         |
| 2002年 | 4月20日 | 名探偵コナン ベイカー街の亡霊                               | 小学館 よみうりテレビ 日本テレビ 小学館集英社プロダクション トムス・エンタテインメント （東宝）                         | アシスタントミキサー   |
| 2002年 | 7月13日 | それいけ!アンパンマン ロールとローラ うきぐも城のひみつ     | やなせスタジオ フレーベル館 日本テレビ バップ トムス・エンタテインメント （東京テアトル） （メディアボックス）          | ミキサー               |
| 2003年 | 3月8日  | ドラえもん のび太とふしぎ風使い                             | 藤子・F・不二雄プロ 小学館 テレビ朝日 アサツー ディ・ケイ シンエイ動画 （東宝）                                         | アシスタントミキサー   |
| 2003年 | 3月8日  | Pa-Pa-Pa ザ★ムービー パーマン                               | 藤子・F・不二雄プロ 小学館 テレビ朝日 アサツー ディ・ケイ シンエイ動画 （東宝）                                         | ミキサー               |
| 2003年 | 4月19日 | クレヨンしんちゃん 嵐を呼ぶ 栄光のヤキニクロード            | テレビ朝日 アサツー ディ・ケイ シンエイ動画 （東宝）                                                                    | チーフミキサー         |
| 2003年 | 4月19日 | 名探偵コナン 迷宮の十字路                                   | 小学館 よみうりテレビ 日本テレビ 小学館集英社プロダクション トムス・エンタテインメント （東宝）                         | アシスタントミキサー   |
| 2003年 | 7月12日 | それいけ!アンパンマン ルビーの願い                          | やなせスタジオ フレーベル館 日本テレビ バップ トムス・エンタテインメント （東京テアトル） （メディアボックス）          | ミキサー               |
| 2003年 | 12月6日 | 映画 あたしンち                                             | テレビ朝日 メディアファクトリー アサツー ディ・ケイ シンエイ動画 （東映）                                               | チーフミキサー         |
| 2004年 | 3月6日  | ドラえもん のび太のワンニャン時空伝                         | 藤子・F・不二雄プロ 小学館 テレビ朝日 アサツー ディ・ケイ シンエイ動画 （東宝）                                         | サウンドアドバイザー   |
| 2004年 | 3月6日  | Pa-Pa-Pa ザ★ムービー パーマン タコDEポン!アシHAポン!        | 藤子・F・不二雄プロ 小学館 テレビ朝日 アサツー ディ・ケイ シンエイ動画 （東宝）                                         | ミキサー               |
| 2004年 | 4月17日 | クレヨンしんちゃん 嵐を呼ぶ!夕陽のカスカベボーイズ          | テレビ朝日 アサツー ディ・ケイ シンエイ動画 （東宝）                                                                    | ミキサー               |
| 2004年 | 7月17日 | それいけ!アンパンマン 夢猫の国のニャニイ                    | やなせスタジオ フレーベル館 日本テレビ バップ トムス・エンタテインメント （東京テアトル） （メディアボックス）          | ミキサー               |
| 2005年 | 4月16日 | クレヨンしんちゃん 伝説を呼ぶブリブリ 3分ポッキリ大進撃     | テレビ朝日 アサツー ディ・ケイ シンエイ動画 （東宝）                                                                    | チーフミキサー         |
| 2005年 | 7月16日 | それいけ!アンパンマン ハピーの大冒険                        | やなせスタジオ フレーベル館 日本テレビ バップ トムス・エンタテインメント （東京テアトル） （メディアボックス）          | ミキサー               |
| 2006年 | 4月15日 | クレヨンしんちゃん 伝説を呼ぶ 踊れ!アミーゴ!                | テレビ朝日 アサツー ディ・ケイ シンエイ動画 （東宝）                                                                    | ミキサー               |
| 2006年 | 7月15日 | それいけ!アンパンマン いのちの星のドーリィ                  | やなせスタジオ フレーベル館 日本テレビ バップ トムス・エンタテインメント （東京テアトル） （メディアボックス）          | ミキサー               |
| 2007年 | 3月10日 | 映画ドラえもん のび太の新魔界大冒険 〜7人の魔法使い〜       | 藤子・F・不二雄プロ 小学館 テレビ朝日 アサツー ディ・ケイ 小学館集英社プロダクション シンエイ動画 （東宝）              | アシスタントミキサー   |
| 2007年 | 4月21日 | クレヨンしんちゃん 嵐を呼ぶ 歌うケツだけ爆弾!               | テレビ朝日 アサツー ディ・ケイ シンエイ動画 （東宝）                                                                    | ミキサー               |
| 2007年 | 7月14日 | それいけ!アンパンマン シャボン玉のプルン                    | やなせスタジオ フレーベル館 日本テレビ バップ トムス・エンタテインメント （東京テアトル） （メディアボックス）          | ミキサー               |
| 2007年 | 7月28日 | 河童のクゥと夏休み                                          | テレビ朝日 スカパー・ウェルシンク 電通 電通テック ソニー・ミュージックエンタテインメント 三井物産 シンエイ動画 （松竹） | ミキサー               |
| 2008年 | 3月8日  | 映画ドラえもん のび太と緑の巨人伝                           | 藤子・F・不二雄プロ 小学館 テレビ朝日 アサツー ディ・ケイ 小学館集英社プロダクション シンエイ動画 （東宝）              | ダイアログ・エディター |
| 2008年 | 4月19日 | クレヨンしんちゃん ちょー嵐を呼ぶ 金矛の勇者                | テレビ朝日 アサツー ディ・ケイ シンエイ動画 （東宝）                                                                    | ミキサー               |
| 2008年 | 7月12日 | それいけ!アンパンマン 妖精リンリンのひみつ                  | やなせスタジオ フレーベル館 日本テレビ バップ トムス・エンタテインメント （東京テアトル） （メディアボックス）          | ミキサー               |
| 2009年 | 3月7日  | 映画ドラえもん 新・のび太の宇宙開拓史                       | 藤子・F・不二雄プロ 小学館 テレビ朝日 アサツー ディ・ケイ 小学館集英社プロダクション シンエイ動画 （東宝）              | ダイアログ・エディター |
| 2009年 | 4月18日 | クレヨンしんちゃん オタケベ!カスカベ野生王国                | テレビ朝日 アサツー ディ・ケイ シンエイ動画 （東宝）                                                                    | ミキサー               |
| 2009年 | 7月4日  | それいけ!アンパンマン だだんだんとふたごの星                | やなせスタジオ フレーベル館 日本テレビ バップ トムス・エンタテインメント （東京テアトル） （メディアボックス）          | ミキサー               |
| 2010年 | 3月6日  | 映画ドラえもん のび太の人魚大海戦                           | 藤子・F・不二雄プロ 小学館 テレビ朝日 アサツー ディ・ケイ 小学館集英社プロダクション シンエイ動画 （東宝）              | ダイアログ・エディター |
| 2010年 | 4月17日 | クレヨンしんちゃん 超時空!嵐を呼ぶオラの花嫁                | テレビ朝日 アサツー ディ・ケイ シンエイ動画 （東宝）                                                                    | ミキサー               |
| 2010年 | 7月10日 | それいけ!アンパンマン ブラックノーズと魔法の歌              | やなせスタジオ フレーベル館 日本テレビ バップ トムス・エンタテインメント （東京テアトル） （メディアボックス）          | ミキサー               |
| 2011年 | 3月5日  | 映画ドラえもん 新・のび太と鉄人兵団 〜はばたけ 天使たち〜   | 藤子・F・不二雄プロ 小学館 テレビ朝日 アサツー ディ・ケイ 小学館集英社プロダクション シンエイ動画 （東宝）              | ダイアログ・エディター |
| 2011年 | 7月2日  | それいけ!アンパンマン すくえ! ココリンと奇跡の星            | やなせスタジオ フレーベル館 日本テレビ バップ トムス・エンタテインメント （東京テアトル） （メディアボックス）          | ミキサー               |
| 2012年 | 3月3日  | 映画ドラえもん のび太と奇跡の島 〜アニマル アドベンチャー〜 | 藤子・F・不二雄プロ 小学館 テレビ朝日 アサツー ディ・ケイ 小学館集英社プロダクション シンエイ動画 （東宝）              | ダイアログ・エディター |
| 2012年 | 7月7日  | それいけ!アンパンマン よみがえれ バナナ島                   | やなせスタジオ フレーベル館 日本テレビ バップ トムス・エンタテインメント （東京テアトル） （メディアボックス）          | ミキサー               |